# Eduardo Víctor Haedo
Pour les articles homonymes, voir Haedo.
Eduardo Víctor Haedo, né le 28 juillet 1901 à Mercedes et mort en 1970 à Montevideo, est un journaliste et homme d'État uruguayen.
Il est le président de l’Uruguay du 1er mars 1961 au 1er mars 1962 (Conseil national du gouvernement).

## Biographie
Membre du Parti national, il est sénateur et député du département de Soriano et ministre du Travail et de l'Éducation et la Culture de l'Uruguay.